# Ballingall Islets Ecological Reserve
Ballingall Islets Ecological Reserve är ett naturreservat i provinsen British Columbia i Kanada. Det ligger i Trincomali Channel och består av de två små öarna Ballingall Islets. Reservatet inrättades 1963 som en provinspark, men statusen ändrades till ecological reserve år 2004. Syftet var att skydda kolonier av öronskarv och pelagskarv. Sedan 1987 har ingen av skarvarterna observerats på öarna.